# Laoxing Xiang
Laoxing Xiang (kinesiska: 老兴乡) är en socken i Kina. Den ligger i provinsen Hunan, i den södra delen av landet, omkring 370 kilometer väster om provinshuvudstaden Changsha. Antalet invånare är 7489. Befolkningen består av 3 673 kvinnor och 3 816 män. Barn under 15 år utgör 23,0 %, vuxna 15-64 år 65 %, och äldre över 65 år 10,0 %.
Genomsnittlig årsnederbörd är 1 681 millimeter. Den regnigaste månaden är maj, med i genomsnitt 292 mm nederbörd, och den torraste är december, med 20 mm nederbörd.